# Artistique-Weltmeisterschaft 1996

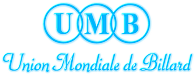
Logo UMB (ausrichtender Verband)

Veranstaltungsort: Pithiviers

Die Billard-Artistique-Weltmeisterschaft 1996 war das 24. Turnier in dieser Disziplin des Karambolagebillards und fand vom 21. bis zum 24. November 1996 in Pithiviers statt. Es war die achte Artistique-WM in Frankreich.

## Geschichte
Um die magische 400-Punktemarke zu erreichen haben sich die Veranstalter in Pithiviers dazu entschieden nicht im Satzsystem zu spielen. Die Hoffnung war, dass der Lokalmatador Jean Reverchon diesen neuen Weltrekord schafft. Lange Zeit sah es auch gut aus. Zum Schluss hatte er aber mit der letzten Figur nur noch die Möglichkeit seinen eigene Weltrekord von 374 Punkten auf 383 zu verbessern, doch er scheiterte denkbar knapp und er siegte mit 370 Punkten. Das Medien- und Zuschauerinteresse war in Pithiviers enorm. Am Finaletag war die Halle mit 800 Zuschauern total ausverkauft. Reverchon gewann damit seinen dritten WM-Titel vor Xavier Fonellosa und Ger Holka. Thomas Ahrens, der Platz vier belegte, verbesserte den deutschen Rekord in der Punktezahl auf 314. Den alten Rekord hielt seit 1988 Norbert Schmidt mit 295 Punkten. Der Veranstalter teilte leider nicht die komplette Anzahl gelösten Figuren mit.

## Modus
Gespielt wurden 68 verschiedene Figuren mit verschiedenen Punktewertungen. Jeder Teilnehmer hatte pro Figur drei Versuche. Die maximale Punktzahl betrug 500 Punkte.

Gewertet wurde wie folgt:
1. Punkte = Erzielte Punkte
2. Versuche = Anzahl der gespielten Versuche
3. gelöste Figuren = gelöste Figuren
4. HS = Punkte der nacheinander gelösten Figuren

## Abschlusstabelle
| 1                            | Jean Reverchon     | 370 | 133 | 53 |
| 2                            | Xavier Fonellosa   | 341 | 136 | ?  |
| 3                            | Ger Holka          | 325 | 153 | ?  |
| 4                            | Thomas Ahrens      | 314 | 146 | 46 |
| 5                            | Amando Staes       | 312 | 142 | ?  |
| 6                            | Madou Touré        | 307 | 150 | ?  |
| 7                            | Willy Daelman      | 303 | 149 | ?  |
| 8                            | Ruud de Vos        | 297 | 156 | ?  |
| 9                            | Raymond Steylaerts | 297 | 159 | ?  |
| 10                           | Bernd Singer       | 279 | 152 | 42 |
| 11                           | Maurice Coyret     | 278 | 149 | ?  |
| 12                           | Jordi Oliver       | 271 | 153 | ?  |
| 13                           | Serdar Gümüş       | 267 | 158 | ?  |
| 14                           | Tadashi Machida    | 265 | 160 | ?  |
| 15                           | Johann Luising     | 247 | 161 | ?  |
| 16                           | Roberto Rojas      | 211 | 171 | ?  |
| Turnierdurchschnitt: 58,57 % |                    |     |     |    |